# Katie Hensien
Katherine Hensien (conocida como Katie Hensien; Redmond, 1 de diciembre de 1999) es una deportista estadounidense que compite en esquí alpino. Ganó una medalla de oro en el Campeonato Mundial de Esquí Alpino de 2023, en la prueba de equipo mixto. 

## Palmarés internacional
| Campeonato Mundial | Campeonato Mundial           | Campeonato Mundial | Campeonato Mundial |
| Año                | Lugar                        | Medalla            | Prueba             |
| ------------------ | ---------------------------- | ------------------ | ------------------ |
| 2023               | Courchevel/Méribel (Francia) | Medalla de oro     | Equipo mixto       |